# Hotavlje
Hotavlje – wieś w Słowenii, w gminie Gorenja vas-Poljane. W 2018 roku liczyła 452 mieszkańców.